# Холланд, Мэтт
Мэ́ттью Рис Хо́лланд (англ. Matthew Rhys Holland; 11 апреля 1974, Бери, Большой Манчестер, Англия), более известный как Мэтт Хо́лланд (англ. Matt Holland) — ирландский футболист, полузащитник. В составе национальной сборной Ирландии провёл 49 матчей, участник чемпионата мира 2002 года.
В данный момент Холланд работает футбольным комментатором на ирландском канале «Raidió Teilifís Éireann».

## Клубная карьера

### Ранние годы
Мэтт родился 11 апреля 1974 года в английском городе Бери. После окончания школы пробовался в юниорскую команду лондонского «Арсенала», однако не подошёл «канонирам» из-за слишком малого роста. После этого Холланд успешно прошёл этапы отбора в академию клуба «Вест Хэм Юнайтед». Окончил её в 1992 году, в том же году подписал с «молотобойцами» свой первый профессиональный контракт, но за три года проведённых в составе лондонской команды так и не сыграл ни одного официального матча.

### «Борнмут»
В январе 1995 года Мэтт перешёл в клуб «Борнмут» на правах аренды. Неплохо отыграв за «черриз» вторую половину сезона 1994/95, 25 апреля подписал контракт о постоянном сотрудничестве с дорсетской командой. Играл в клубе до середины 1997 года. За это время он сыграл в составе «Борнмута» 116 матчей, забил 18 голов, стал капитаном.

### «Ипсвич Таун»
Летом 1997 года Холланд перебрался в «Ипсвич Таун». Сумма, заплаченная «синими» «Борнмуту» составила 800 тысяч фунтов стерлингов. В своей новой команде он вскоре вновь стал капитаном. В 2000 году во многом благодаря лидерским качествам Мэтта «Ипсвич» занял третье место в первом английском дивизионе. В переходной игре за право выступать в Премьер-лиге «Таун» победил «Барнсли» со счётом 4:2 и получил путёвку в элитную британскую лигу. В 2001 году в чемпионате Англии «Ипсвич» занял пятое место и, соответственно, квалифицировался для участия в Кубке УЕФА на следующий сезон. Но в 2002 году у «Таун» произошёл неожиданный спад, и клуб вылетел из Премьер-лиги. Несмотря на несколько солидных предложений от представителей высшего английского дивизиона, среди которых были 4,5 миллиона фунтов, которые была готова заплатить за Мэтта «Астон Вилла», Холланд решил остаться в составе «синих». За шесть лет, проведённых в «Ипсвиче» ирландцу удалась серия из 223 официальных матчей клуба, сыгранных полузащитником подряд. Всего же за «Таун» он провёл 313 игр, забив 46 мячей.

### «Чарльтон Атлетик»
После того, как в 2003 году «Ипсвич» не смог вернуться в Премьер-лигу, Холланд был продан в «Чарльтон Атлетик» за 750 тысяч фунтов, которые могли увеличиться до 900 тысяч в зависимости от выступлений Мэтта в новом клубе. В первом же сезоне в «Атлетик» его избрали капитаном. В середине 2008 года по результатам голосования болельщиков «Чарльтона» Холланд был удостоен звания лучшего игрока года по итогам сезона 2007/08. Набрав более половины голосов, Мэтт опередил лауреата прошлого сезона, Скотта Карсона.

### Завершение карьеры
После того, как в июле 2009 года контракт Холланда с «Чарльтоном» закончился, он стал свободным агентом. В этом же месяце Мэтт был на просмотре в «Колчестер Юнайтед», однако до подписания соглашения о сотрудничестве дело не дошло.

### Клубная статистика
| Клуб                        | Сезон                       | Чемпионат | Чемпионат | Кубок | Кубок | Кубок Лиги | Кубок Лиги | Трофей Футбольной Лиги | Трофей Футбольной Лиги | Плей-офф Лиги | Плей-офф Лиги | Еврокубки | Еврокубки | Итого | Итого |
| Клуб                        | Сезон                       | Игры      | Голы      | Игры  | Голы  | Игры       | Голы       | Игры                   | Голы                   | Игры          | Голы          | Игры      | Голы      | Игры  | Голы  |
| --------------------------- | --------------------------- | --------- | --------- | ----- | ----- | ---------- | ---------- | ---------------------- | ---------------------- | ------------- | ------------- | --------- | --------- | ----- | ----- |
| Борнмут                     | 1994/95                     | 15        | 1         | —     | —     | —          | —          | —                      | —                      | —             | —             | —         | —         | 15    | 1     |
| Борнмут                     | 1995/96                     | 44        | 10        | 2     | 0     | 4          | 0          | 3                      | 0                      | —             | —             | —         | —         | 53    | 10    |
| Борнмут                     | 1996/97                     | 45        | 7         | 1     | 0     | 2          | 0          | —                      | —                      | —             | —             | —         | —         | 48    | 7     |
| Всего за «Борнмут»          | Всего за «Борнмут»          | 104       | 18        | 3     | 0     | 6          | 0          | 3                      | 0                      | 0             | 0             | 0         | 0         | 116   | 18    |
| Ипсвич Таун                 | 1997/98                     | 45        | 10        | 4     | 0     | 7          | 2          | —                      | —                      | 2             | 0             | —         | —         | 58    | 12    |
| Ипсвич Таун                 | 1998/99                     | 46        | 5         | 2     | 0     | 4          | 2          | —                      | —                      | 2             | 2             | —         | —         | 54    | 9     |
| Ипсвич Таун                 | 1999/00                     | 46        | 10        | 1     | 0     | 4          | 0          | —                      | —                      | 3             | 0             | —         | —         | 54    | 10    |
| Ипсвич Таун                 | 2000/01                     | 38        | 3         | 2     | 0     | 7          | 2          | —                      | —                      | —             | —             | —         | —         | 47    | 5     |
| Ипсвич Таун                 | 2001/02                     | 38        | 3         | 1     | 0     | 1          | 0          | —                      | —                      | —             | —             | 6         | 0         | 46    | 3     |
| Ипсвич Таун                 | 2002/03                     | 45        | 7         | 2     | 0     | 1          | 0          | —                      | —                      | —             | —             | 6         | 0         | 54    | 7     |
| Всего за «Ипсвич Таун»      | Всего за «Ипсвич Таун»      | 258       | 38        | 12    | 0     | 24         | 6          | 0                      | 0                      | 7             | 2             | 12        | 0         | 313   | 46    |
| Чарльтон Атлетик            | 2003/04                     | 38        | 6         | 1     | 0     | 2          | 0          | —                      | —                      | —             | —             | —         | —         | 41    | 6     |
| Чарльтон Атлетик            | 2004/05                     | 32        | 3         | 3     | 0     | 1          | 0          | —                      | —                      | —             | —             | —         | —         | 36    | 3     |
| Чарльтон Атлетик            | 2005/06                     | 23        | 1         | 5     | 1     | 2          | 0          | —                      | —                      | —             | —             | —         | —         | 30    | 2     |
| Чарльтон Атлетик            | 2006/07                     | 33        | 1         | 1     | 0     | 2          | 0          | —                      | —                      | —             | —             | —         | —         | 36    | 1     |
| Чарльтон Атлетик            | 2007/08                     | 31        | 1         | 2     | 0     | 1          | 0          | —                      | —                      | —             | —             | —         | —         | 34    | 1     |
| Чарльтон Атлетик            | 2008/09                     | 34        | 1         | 3     | 0     | 1          | 0          | —                      | —                      | —             | —             | —         | —         | 38    | 1     |
| Всего за «Чарльтон Атлетик» | Всего за «Чарльтон Атлетик» | 191       | 13        | 15    | 1     | 9          | 0          | 0                      | 0                      | 0             | 0             | 0         | 0         | 215   | 14    |
| Всего за карьеру            | Всего за карьеру            | 553       | 69        | 30    | 1     | 39         | 6          | 3                      | 0                      | 7             | 2             | 12        | 0         | 644   | 78    |

## Сборная Ирландии
Хотя Холланд и родился в Англии, он мог играть за национальную сборную Ирландии вследствие того, что его бабушка была родом из графства Монахан. Мэтт играл за «парней в зелёном» на чемпионате мира 2002 года, забил на этом турнире один гол — в ворота Камеруна. В матче 1/8 финала Ирландия играла с Испанией. Основное и дополнительное время поединка закончилось со счётом 1:1, в серии пенальти точнее оказались представители «красной фурии» — 3:2. Мэтту было доверено исполнить второй удар ирландцев, однако он промахнулся мимо ворот. 5 февраля 2006 года Холланд объявил о завершении своей карьеры в сборной, после того, как «парни в зелёном» не сумели пробиться на мировое первенство 2006:
Я был очень разочарован тем, что мы не попали на чемпионат мира. Теперь я окончательно понял, что пришло время уйти.
Всего за национальную команду Ирландии Мэтт провёл 49 игр, забил пять голов.

### Матчи и голы за сборную Ирландии
| №  | Дата            | Место                                                           | Оппонент          | Счёт | Голы Холланда | Соревнование                                                    |
| 1  | 9 октября 1999  | Национальный стадион Филиппа II Македонского, Скопье, Македония | Македония         | 1:1  | —             | Отборочный матч чемпионата Европы по футболу 2000               |
| 2  | 4 июня 2000     | «Солджэр Филд», Чикаго, США                                     | Мексика           | 2:2  | —             | Кубок Соединенных Штатов                                        |
| 3  | 6 июня 2000     | «Фоксборо», Фоксборо, США                                       | США               | 1:1  | —             | Кубок Соединенных Штатов                                        |
| 4  | 11 июня 2000    | «Джайентс», Ист-Ратерфорд, США                                  | ЮАР               | 2:1  | —             | Кубок Соединенных Штатов                                        |
| 5  | 7 октября 2000  | «Да Луж», Лиссабон, Португалия                                  | Португалия        | 1:1  | 1             | Отборочный матч чемпионата мира по футболу 2002                 |
| 6  | 15 ноября 2000  | «Лэнсдаун Роуд», Дублин, Ирландия                               | Финляндия         | 3:0  | —             | Товарищеский матч                                               |
| 7  | 24 марта 2001   | «Нео ГСП», Никосия, Кипр                                        | Кипр              | 4:0  | —             | Отборочный матч чемпионата мира по футболу 2002                 |
| 8  | 28 марта 2001   | «Мини Эстади», Барселона, Испания                               | Андорра           | 3:0  | 1             | Отборочный матч чемпионата мира по футболу 2002                 |
| 9  | 25 апреля 2001  | «Лэнсдаун Роуд», Дублин, Ирландия                               | Андорра           | 3:1  | —             | Отборочный матч чемпионата мира по футболу 2002                 |
| 10 | 2 июня 2001     | «Лэнсдаун Роуд», Дублин, Ирландия                               | Португалия        | 1:1  | —             | Отборочный матч чемпионата мира по футболу 2002                 |
| 11 | 6 июня 2001     | «А. Ле Кок Арена», Таллин, Эстония                              | Эстония           | 2:0  | 1             | Отборочный матч чемпионата мира по футболу 2002                 |
| 12 | 1 сентября 2001 | «Лэнсдаун Роуд», Дублин, Ирландия                               | Нидерланды        | 1:0  | —             | Отборочный матч чемпионата мира по футболу 2002                 |
| 13 | 6 октября 2001  | «Лэнсдаун Роуд», Дублин, Ирландия                               | Кипр              | 4:0  | —             | Отборочный матч чемпионата мира по футболу 2002                 |
| 14 | 10 ноября 2001  | «Лэнсдаун Роуд», Дублин, Ирландия                               | Иран              | 2:0  | —             | Отборочный матч чемпионата мира по футболу 2002 (стыковые игры) |
| 15 | 15 ноября 2001  | «Азади», Тегеран, Иран                                          | Иран              | 0:1  | —             | Отборочный матч чемпионата мира по футболу 2002 (стыковые игры) |
| 16 | 13 февраля 2002 | «Лэнсдаун Роуд», Дублин, Ирландия                               | Россия            | 2:0  | —             | Товарищеский матч                                               |
| 17 | 27 марта 2002   | «Лэнсдаун Роуд», Дублин, Ирландия                               | Дания             | 3:0  | —             | Товарищеский матч                                               |
| 18 | 17 апреля 2002  | «Лэнсдаун Роуд», Дублин, Ирландия                               | США               | 2:1  | —             | Товарищеский матч                                               |
| 19 | 16 мая 2002     | «Лэнсдаун Роуд», Дублин, Ирландия                               | Нигерия           | 1:2  | —             | Товарищеский матч                                               |
| 20 | 1 июня 2002     | «Ниигата», Ниигата, Япония                                      | Камерун           | 1:1  | 1             | Чемпионат мира по футболу 2002 (финальные игры, групповой этап) |
| 21 | 5 июня 2002     | «Кашима», Кашима, Япония                                        | Германия          | 1:1  | —             | Чемпионат мира по футболу 2002 (финальные игры, групповой этап) |
| 22 | 11 июня 2002    | Международный стадион Иокогамы, Иокогама, Япония                | Саудовская Аравия | 3:0  | —             | Чемпионат мира по футболу 2002 (финальные игры, групповой этап) |
| 23 | 16 июня 2002    | «Сувон Уорлд Кап Стэдиум», Сувон, Южная Корея                   | Испания           | 1:1  | —             | Чемпионат мира по футболу 2002 (финальные игры, 1/8 финала)     |
| 24 | 21 августа 2002 | «Олимпийский стадион», Хельсинки, Финляндия                     | Финляндия         | 3:0  | —             | Товарищеский матч                                               |
| 25 | 7 сентября 2002 | «Динамо», Москва, Россия                                        | Россия            | 2:4  | —             | Отборочный матч чемпионата Европы по футболу 2004               |
| 26 | 16 октября 2002 | «Лэнсдаун Роуд», Дублин, Ирландия                               | Швейцария         | 1:2  | —             | Отборочный матч чемпионата Европы по футболу 2004               |
| 27 | 20 ноября 2002  | «Апостолос Николаидис», Афины, Греция                           | Греция            | 0:0  | —             | Товарищеский матч                                               |
| 28 | 12 февраля 2003 | «Хэмпден Парк», Глазго, Шотландия                               | Шотландия         | 2:0  | —             | Товарищеский матч                                               |
| 29 | 29 марта 2003   | Стадион имени Михаила Месхи, Тбилиси, Грузия                    | Грузия            | 2:1  | —             | Отборочный матч чемпионата Европы по футболу 2004               |
| 30 | 2 апреля 2003   | Кемаль Стафа, Тирана, Албания                                   | Албания           | 0:0  | —             | Отборочный матч чемпионата Европы по футболу 2004               |
| 31 | 30 апреля 2003  | «Лэнсдаун Роуд», Дублин, Ирландия                               | Норвегия          | 1:0  | —             | Товарищеский матч                                               |
| 32 | 7 июня 2003     | «Лэнсдаун Роуд», Дублин, Ирландия                               | Албания           | 2:1  | —             | Отборочный матч чемпионата Европы по футболу 2004               |
| 33 | 11 июня 2003    | «Лэнсдаун Роуд», Дублин, Ирландия                               | Грузия            | 2:0  | —             | Отборочный матч чемпионата Европы по футболу 2004               |
| 34 | 19 августа 2003 | «Лэнсдаун Роуд», Дублин, Ирландия                               | Австралия         | 2:1  | —             | Товарищеский матч                                               |
| 35 | 6 сентября 2003 | «Лэнсдаун Роуд», Дублин, Ирландия                               | Россия            | 1:1  | —             | Отборочный матч чемпионата Европы по футболу 2004               |
| 36 | 11 октября 2003 | «Санкт-Якоб Парк», Базель, Швейцария                            | Швейцария         | 0:2  | —             | Отборочный матч чемпионата Европы по футболу 2004               |
| 37 | 18 ноября 2003  | «Лэнсдаун Роуд», Дублин, Ирландия                               | Канада            | 3:0  | —             | Товарищеский матч                                               |
| 38 | 18 февраля 2004 | «Лэнсдаун Роуд», Дублин, Ирландия                               | Бразилия          | 0:0  | —             | Товарищеский матч                                               |
| 39 | 31 марта 2004   | «Лэнсдаун Роуд», Дублин, Ирландия                               | Чехия             | 2:1  | —             | Товарищеский матч                                               |
| 40 | 27 мая 2004     | «Лэнсдаун Роуд», Дублин, Ирландия                               | Румыния           | 1:0  | 1             | Товарищеский матч                                               |
| 41 | 29 мая 2004     | «Уолли», Лондон, Англия                                         | Нигерия           | 0:3  | —             | Товарищеский матч                                               |
| 42 | 2 июня 2004     | «Уолли», Лондон, Англия                                         | Ямайка            | 1:0  | —             | Товарищеский матч                                               |
| 43 | 5 июня 2004     | «Амстердам АренА», Лондон, Англия                               | Нидерланды        | 1:0  | —             | Товарищеский матч                                               |
| 44 | 9 февраля 2005  | «Лэнсдаун Роуд», Дублин, Ирландия                               | Португалия        | 1:0  | —             | Товарищеский матч                                               |
| 45 | 26 марта 2005   | «Рамат-Ган», Рамат-Ган, Израиль                                 | Израиль           | 1:1  | —             | Отборочный матч чемпионата мира по футболу 2006                 |
| 46 | 4 июня 2005     | «Лэнсдаун Роуд», Дублин, Ирландия                               | Израиль           | 2:2  | —             | Отборочный матч чемпионата мира по футболу 2006                 |
| 47 | 17 августа 2005 | «Лэнсдаун Роуд», Дублин, Ирландия                               | Италия            | 1:2  | —             | Товарищеский матч                                               |
| 48 | 8 октября 2005  | «Нео ГСП», Никосия, Кипр                                        | Кипр              | 1:0  | —             | Отборочный матч чемпионата мира по футболу 2006                 |
| 49 | 12 октября 2005 | «Лэнсдаун Роуд», Дублин, Ирландия                               | Швейцария         | 0:0  | —             | Отборочный матч чемпионата мира по футболу 2006                 |

Итого: 49 матчей / 5 голов; 27 побед, 15 ничьих, 7 поражений.

### Сводная статистика игр/голов за сборную
| Сборная          | Год              | Отборочные матчи ЧМ | Отборочные матчи ЧМ | Финальные матчи ЧМ | Финальные матчи ЧМ | Отборочные матчи ЧЕ | Отборочные матчи ЧЕ | Финальные матчи ЧЕ | Финальные матчи ЧЕ | Товарищеские матчи | Товарищеские матчи | Кубок Соединенных Штатов | Кубок Соединенных Штатов | Итого | Итого |
| Сборная          | Год              | Игры                | Голы                | Игры               | Голы               | Игры                | Голы                | Игры               | Голы               | Игры               | Голы               | Игры                     | Голы                     | Игры  | Голы  |
| ---------------- | ---------------- | ------------------- | ------------------- | ------------------ | ------------------ | ------------------- | ------------------- | ------------------ | ------------------ | ------------------ | ------------------ | ------------------------ | ------------------------ | ----- | ----- |
| Ирландия         | 1999             | —                   | —                   | —                  | —                  | 1                   | 0                   | —                  | —                  | —                  | —                  | —                        | —                        | 1     | 0     |
| Ирландия         | 2000             | 1                   | 1                   | —                  | —                  | —                   | —                   | —                  | —                  | 1                  | 0                  | 3                        | 0                        | 5     | 1     |
| Ирландия         | 2001             | 9                   | 2                   | —                  | —                  | —                   | —                   | —                  | —                  | —                  | —                  | —                        | —                        | 9     | 2     |
| Ирландия         | 2002             | —                   | —                   | 4                  | 1                  | 2                   | 0                   | —                  | —                  | 6                  | 0                  | —                        | —                        | 12    | 1     |
| Ирландия         | 2003             | —                   | —                   | —                  | —                  | 6                   | 0                   | —                  | —                  | 4                  | 0                  | —                        | —                        | 10    | 0     |
| Ирландия         | 2004             | —                   | —                   | —                  | —                  | —                   | —                   | —                  | —                  | 6                  | 1                  | —                        | —                        | 6     | 1     |
| Ирландия         | 2005             | 4                   | 0                   | —                  | —                  | —                   | —                   | —                  | —                  | 2                  | 0                  | —                        | —                        | 6     | 0     |
| Всего за карьеру | Всего за карьеру | 14                  | 3                   | 4                  | 1                  | 9                   | 0                   | 0                  | 0                  | 19                 | 1                  | 3                        | 0                        | 49    | 5     |

## Медиа карьера
Во время чемпионата мира 2006 года Холланд был членом группы футбольных экспертов, состоявшую из нескольких игроков и тренеров, таких как Дэнни Миллз, Пол Джуэлл и другие. Они анализировали прошедшие матчи для радиостанции «BBC Radio Five Live». Позднее Мэтт принимал активное участие в таких программах «BBC», как «Спортивный вопрос» (англ. A Question of Sport) и «Словесная больба» (англ. Fighting Talk). Ирландец являлся футбольным экспертом каналов «ESPN UK» и «Sky Sports», также он вёл передачу «Поздний старт» (англ. Late Kick Off) на одном из региональных каналов «ВВС».
В марте 2010 года ирландская телерадиокомпания «Raidió Teilifís Éireann» пригласила Холланда поработать в качестве комментатора на товарищеской встрече ирландцев с Бразилией. Мэтт ответил согласием на это предложение и отлично справился с новой для себя деятельностью. Затем Холланд стал основным футбольным экспертом «RTE», открыв новую программу о британской игре, выходившую каждую субботу. Работал комментатором «Raidió Teilifís Éireann» на чемпионате мира 2010.

## Достижения

### Командные достижения
«Испвич Таун»
- Бронзовый призёр Чемпионата Футбольной лиги: 1998/99, 1999/00

### Личные достижения
- Лучший игрок года «Чарльтона» по версии болельщиков клуба: 2008